# Kleinwallstadt

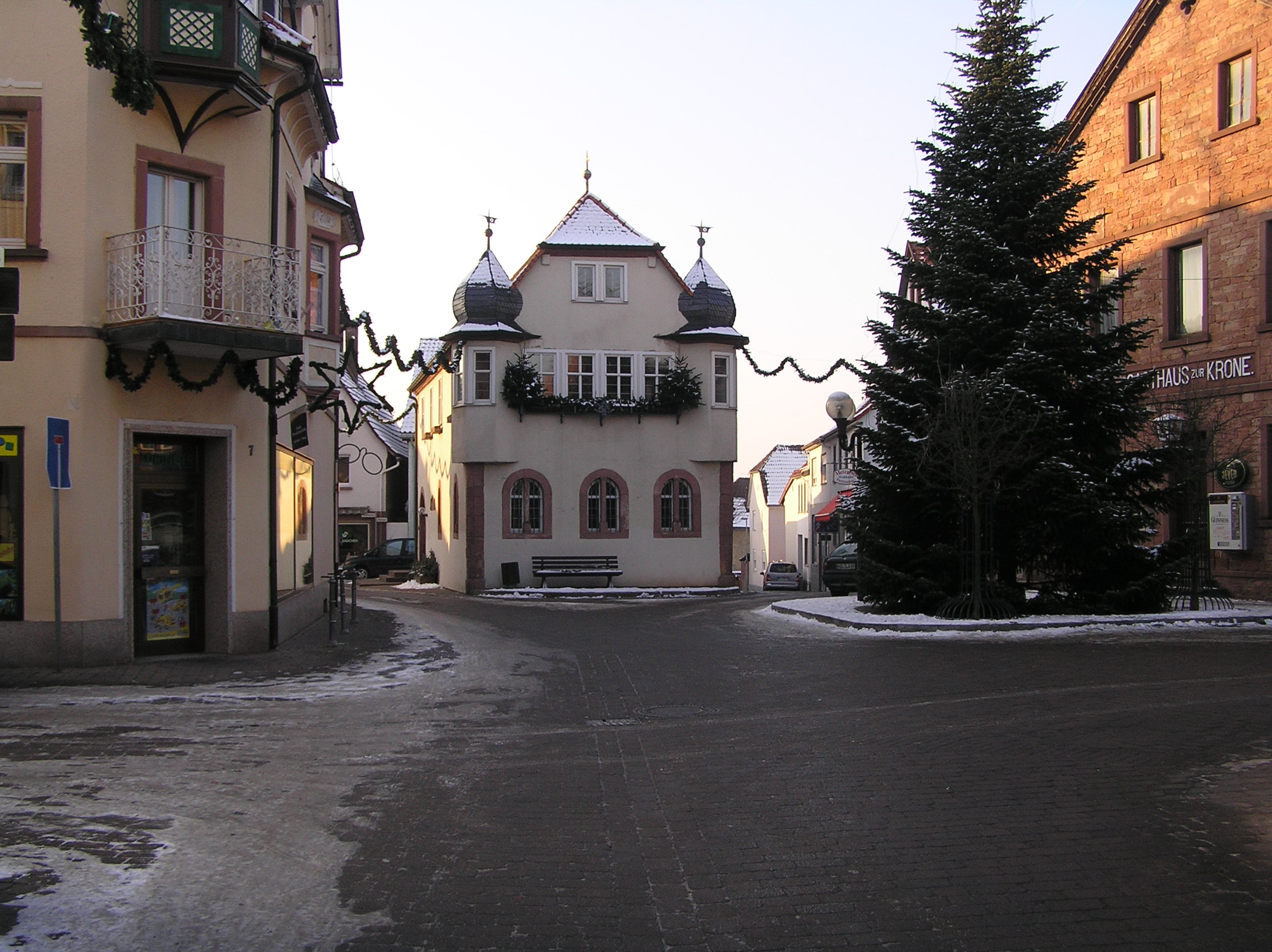
Kleinwallstadt

Kleinwallstadt este o comună-târg din districtul Miltenberg, regiunea administrativă Franconia Inferioară, landul Bavaria, Germania.